# De Havilland Canada DHC-4 Caribou
de Havilland Canada DHC-4 Caribou (betecknade Tp 55 i Svenska Flygvapnet) var ett kanadensiskt transportflygplan tillverkat av de Havilland Canada. Det är utrustad med två motorer av typen Pratt & Whitney R-2000 Twin Wasp på vardera 1 450 hästkrafter. 
Flygplanet tjänstgjorde i det svenska flygvapnet mellan 1962 och 1965 då det inhyrts endast på prov.